# إرمينونيون

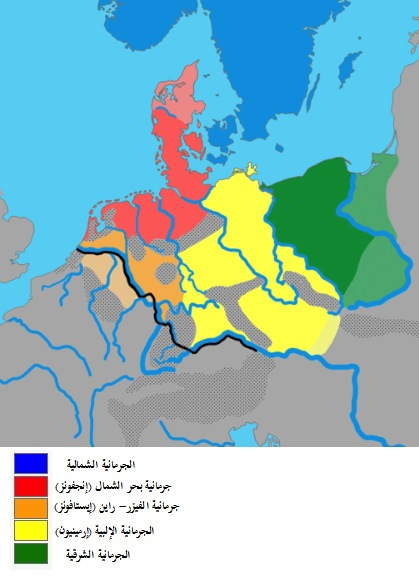
اللهجات الجرمانية حوالي القرن 1.

إرمينونيون أو هرمينونيون هي مجموعة من القبائل الجرمانية المبكرة والتي استوطنت قرب منابع الإلبه في القرن الأول الميلادي متوسعة في بافاريا وشوابيا وبوهيميا. الإرمينونيون أو الإلبة الجرمانية هو مصطلح تقليدي يجمع أوائل اللهجات الجرمانية الغربية سلف اللغة الألمانية العليا.